# 米格尔·卡尔德斯
米格尔·卡尔德斯·路易斯（西班牙語：Miguel Caldés Luis，1970年9月27日—2000年12月4日），古巴棒球运动员。他曾代表古巴国家队参加1996年和2000年夏季奥林匹克运动会棒球比赛，获得一枚金牌和一枚银牌。